# Paronana karoriensis
Paronana karoriensis är en urinsektsart som först beskrevs av John Tenison Salmon 1937.  Paronana karoriensis ingår i släktet Paronana och familjen Paronellidae. Inga underarter finns listade i Catalogue of Life.